# Iné Kafe
Az Iné Kafe, egyes helyeken Inekafe, vagy Ine Kaфe egy szlovák pop-punk–punk együttes. A zenekart 1995-ben alapították Pozsonyban, azóta már több mint 100 ezer lemezt adtak el. Jelenlegi tagjai: Vratko Rohoň, Peter Fóra, Roman Hulín és Jozef Praženec, utóbbi a Plus Mínus nevű, szintén szlovák formációban is zenél. Legismertebb számaik: 090x, Spomienky na budúcnosť (Emlékek a jövőből), Vianoce (Karácsony), Úspešne zapojený (Tökéletes kapcsolat), Svätý pokoj (Szent békesség), Ráno (Reggel), 30. február (Február 30-a) és a Ďakujeme Vám (Köszönjük).
Bár az együttes 2006. február 17-én feloszlott, alig négy évvel később, 2010. január 11-én bejelentették újjáalakulásukat. 2012-ben 13 helyszínből álló koncertsorozatot rendeztek, melynek keretében Csehországban is több helyen felléptek.

## Diszkográfia
- Kachny - demó (1996)
- Situácia – demó (1997)
- Vitaj! (1998)
- Čumil (1999)
- Je Tu Niekto? (2000)
- Príbeh (2001)
- Situácia & Kachny - második kiadás (2002)
- Bez Udania Dôvodu (2003)
- Live In Praha - DVD (2009)
- Najlepších 15 rockov (2010)
- Právo na šťastie (2011)
- Made in Czechoslovakia (2022))

## Külső hivatkozások
- Az Iné Kafe hivatalos honlapja (szlovák nyelven)

## Fordítás
- Ez a szócikk részben vagy egészben  az   Iné Kafe című szlovák Wikipédia-szócikk ezen változatának fordításán alapul.  Az eredeti cikk szerkesztőit annak laptörténete sorolja fel. Ez a jelzés csupán a megfogalmazás eredetét és a szerzői jogokat jelzi, nem szolgál a cikkben szereplő információk forrásmegjelöléseként.